# Incident des hélicoptères en Géorgie

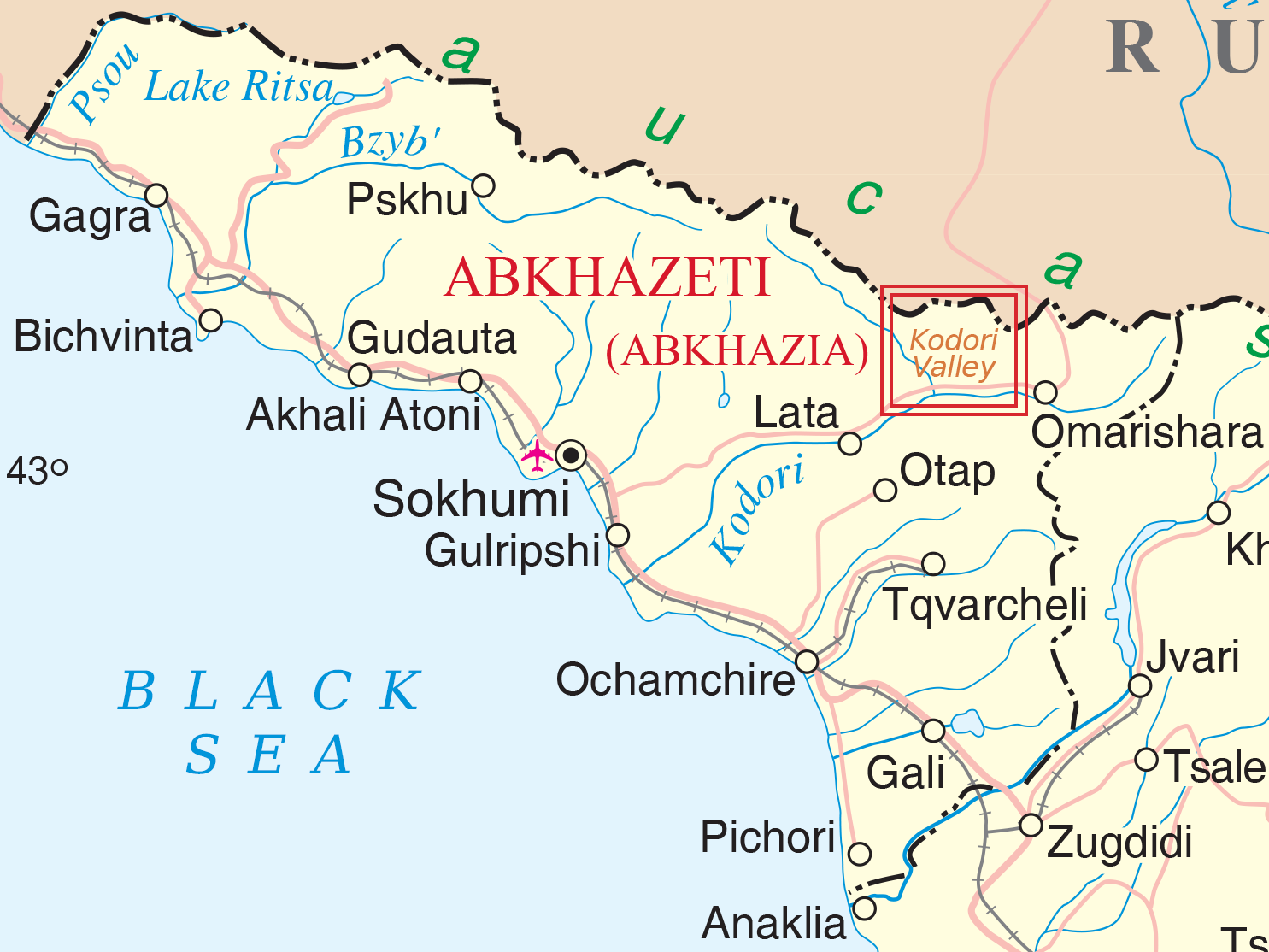
Emplacement des gorges de Kodori.

L'incident des hélicoptères en Géorgie fait référence à l'accusation par la Géorgie selon laquelle trois hélicoptères russes ont tiré dans la Vallée de Kodori en Abkhazie le 11 mars 2007. L'attaque qui a eu lieu dans le village de Chkhalta (en), a endommagé une école, et le siège du gouvernement abkhaze soutenu par la Géorgie, en exil. La Russie a nié toute attaque et a déclaré que tous ses appareils près de la zone avaient été cloués au sol ce week-end là.

## Réactions

### Géorgie
Le président géorgien Mikheil Saakachvili tient une réunion d'urgence après l'incident présumé et déclare au Conseil de sécurité que l'incident a créé une situation grave et constitue "une provocation très dangereuse, grave et de grande portée", mais il s'arrête avant de pointer du doigt la Russie directement. Il déclare qu'il "ne voulait pas porter d'accusations contre une partie en particulier. Le ministre des Affaires étrangères [géorgien] a reçu des instructions pour contacter son homologue russe et exiger fermement que la Russie réagisse à cette situation".
Le 14 mars, Nika Rurua (en), alors vice-président de la commission de la défense et de la sécurité du parlement géorgien, pointe du doigt la Russie en disant que les hélicoptères venaient du territoire russe. Il a ajoute que "les hélicoptères, initialement identifiés comme des appareils de combat d'attaque Mi-24, ont volé [dans la gorge de Kodori] depuis le territoire russe ou, pour être précis, depuis le territoire de Kabardino-Balkarie. Ils ont fait un cercle au-dessus des villages d'Abkhazie, et alors qu'ils faisaient un deuxième cercle, ils ont largué une vingtaine de roquettes non guidées, ou roquettes dites NURS (non guidées de fabrication russe)". Le vice-ministre géorgien des Affaires étrangères, Eka Sguladze, fait des allégations similaires dans des échanges avec des diplomates étrangers ce jour-là.

### Russie
Le commandant adjoint des forces terrestres russes, le lieutenant-général Valery Yevnevich, répond que les hélicoptères n'auraient pas pu survoler la chaîne de montagnes du Caucase, il déclare:
"Du côté russe, il est impossible pour les hélicoptères de trouver un passage à traverser à cause des hautes montagnes. Le mont Elbrouz culmine à plus de 5 000 mètres. Les hélicoptères ne peuvent pas survoler la chaîne de montagnes du Caucase pour des raisons techniques."
Le porte-parole du ministère russe des Affaires étrangères, Mikhail Kamynin, ajoute que la Russie enquête sur les circonstances de la fusillade, mais note que l'armée de l'air a déclaré qu'elle n'avait pas effectué de vols dans la région.

### Abkhazie
Le chef de l’Abkhazie, Sergueï Bagapch, nie cet incident.

### Nations unies
Un groupe conjoint d'enquête quadripartite (JFFG) est convoqué pour enquêter sur l'incident. Le JFFG, dirigé par la Mission d'observation des Nations unies en Géorgie, implique également des représentants des forces de maintien de la paix russes, ainsi que des parties géorgienne et abkhaze. Le rapport provisoire est publié le 2 avril 2007, suivi d'un rapport supplémentaire le 13 juin. Le rapport n’est pas concluant, mais il confirme que "les hélicoptères utilisaient plusieurs approches depuis le nord" pour atteindre les gorges supérieures de Kodori. Il exclut également la possibilité de l'implication de la Géorgie dans l'incident.

## Conséquences
La Géorgie accuse la Russie d'un incident similaire en août 2007 lorsqu'un missile aurait été tiré sur le sol géorgien, ce est démenti par la Russie. La Géorgie exhorte le Conseil de sécurité de l'ONU d'examiner à la fois l'incident de l'hélicoptère et l'incident du missile.
Le 22 août 2007, un avion militaire qui viole l'espace aérien de la Géorgie est abattu par le système antiaérien géorgien. Le gouvernement séparatiste de l'Abkhazie déclare que l'avion s'est écrasé tout seul et rejette le fait qu'il ait été abattu,.